# Герб Ирака
Герб Ирака включает в себя орла Саладина, связанного с панарабизмом XX века, щит с иракским флагом, и ниже свиток с арабскими словами الجمهورية العراقية (al-Jumhuriya al-`Iraqiya или «Иракская республика)».

## История
Первая постмонархическая государственная эмблема Ирака была основана на древнем символе солнца и избегала арабской символики. Герб был принят в 1959 году и состоял из красно-жёлтой восьмиконечной звезды, символизирующей восходящее солнце. В её центре в обрамлении двух кривых сабель располагался круг с пшеничным колосом и надписью «Иракская Республика».
Однако в 1965 году был принят герб, содержащий орла Саладина. В отличие от сегодняшнего герба, он не содержал текста в щите на груди орла, а полосы флагов были размещены вертикально. В 1991 году полосы стали горизонтальными, был добавлен текст такбира. В 2004 в щит году снова были внесены изменения, чтобы он соответствовал новопринятому флагу Ирака, изменён шрифт такбира.
С 2008 года звезды были убраны с герба, такбир на щите оставлен.

Герб Королевства Ирак с 1921 по 1958.
Герб Ирака с 1959 по 1965.
Герб Ирака с 1965 по 1991.
Герб Ирака с 1991 по 2004.
Герб Ирака с 2004 по 2008.